# Mosty (Wyżyna Wańkowej)
Mosty – wzniesienie w Górach Sanocko-Turczańskich, najwyższy punkt Wyżyny Wańkowej wysokość 640 m n.p.m.

## Szlaki turystyczne
- Niebieski szlak turystyczny Rzeszów – Grybów na odcinku: Ustrzyki Dolne – Kamienna Laworta – Dźwiniacz Dolny - Mosty (Wyżyna Wańkowej) – Przełęcz Wolańska – Brańcowa – Jureczkowa

## Galeria
Zdjęcia z 2016 roku:

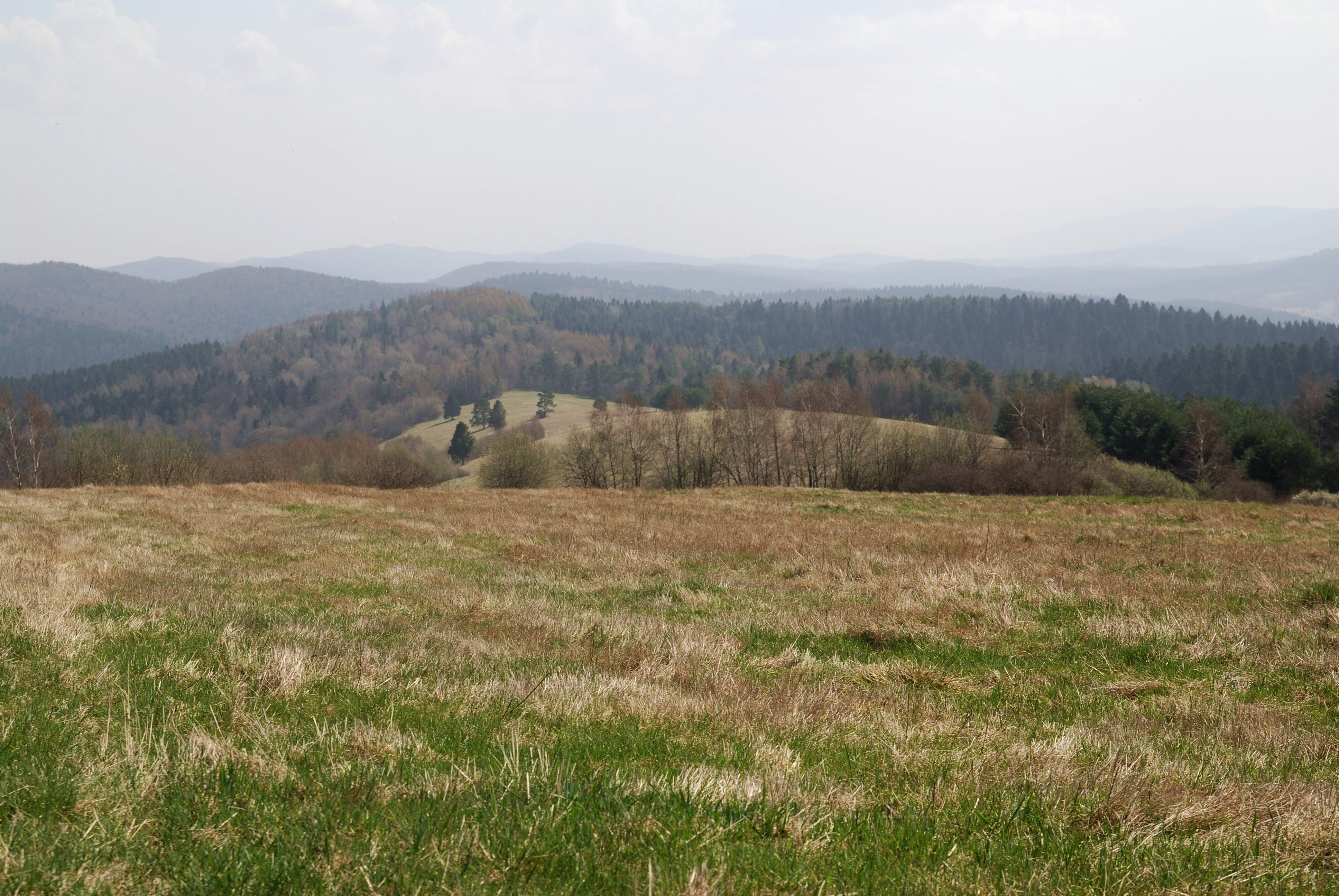
Mosty 640 m n.p.m., widok na wschód
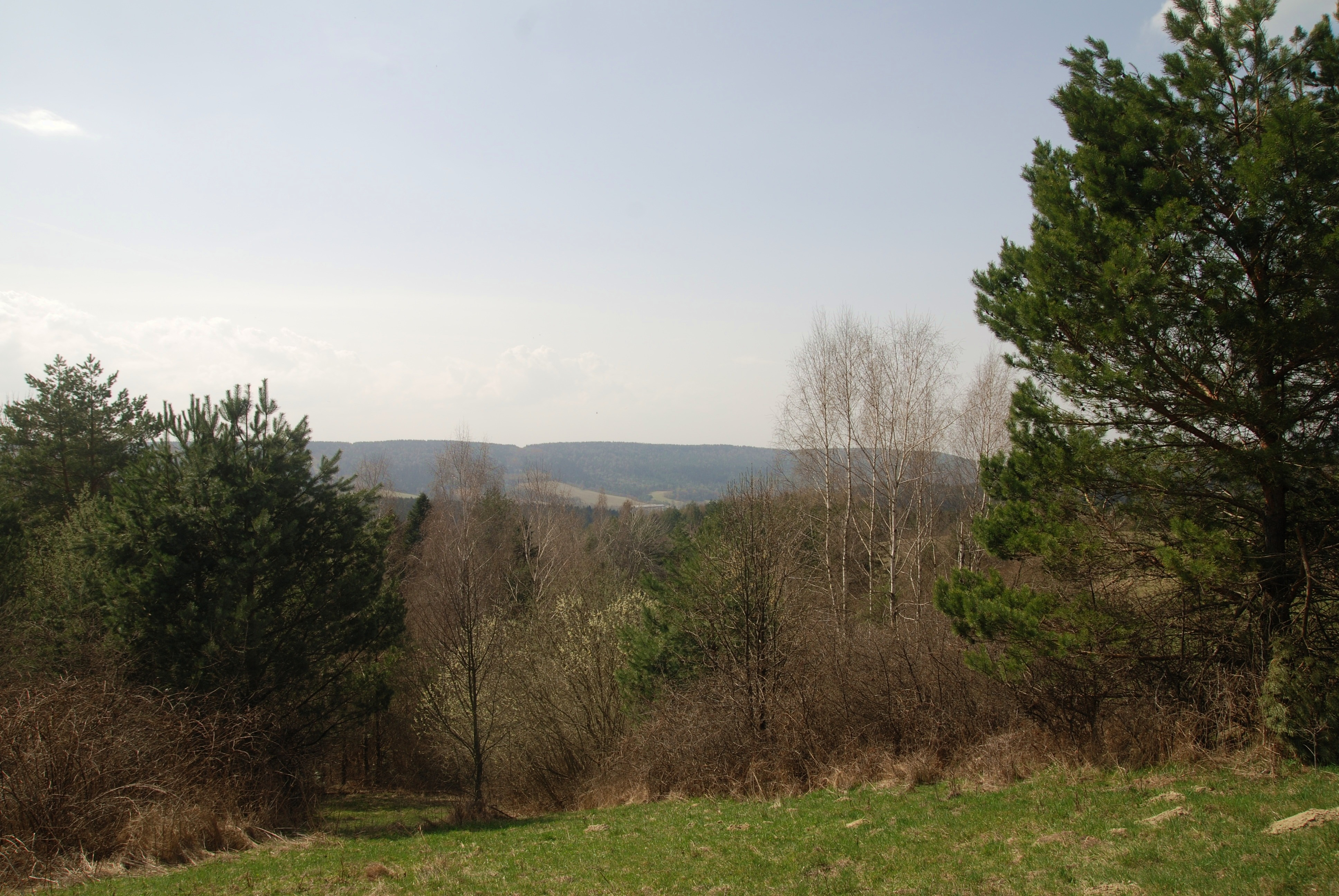
Mosty 640 m n.p.m., widok na zachód